# پت هینگل
مارتی پترسون «پت» هینگل (به انگلیسی: Martin Patterson "Pat" Hingle) (زاده ۱۹ ژوئیه ۱۹۲۴ – درگذشته ۳ ژانویه ۲۰۰۹) بازیگر آمریکایی بود. او در تاریخ ۳ ژانویه ۲۰۰۹ درگذشت.

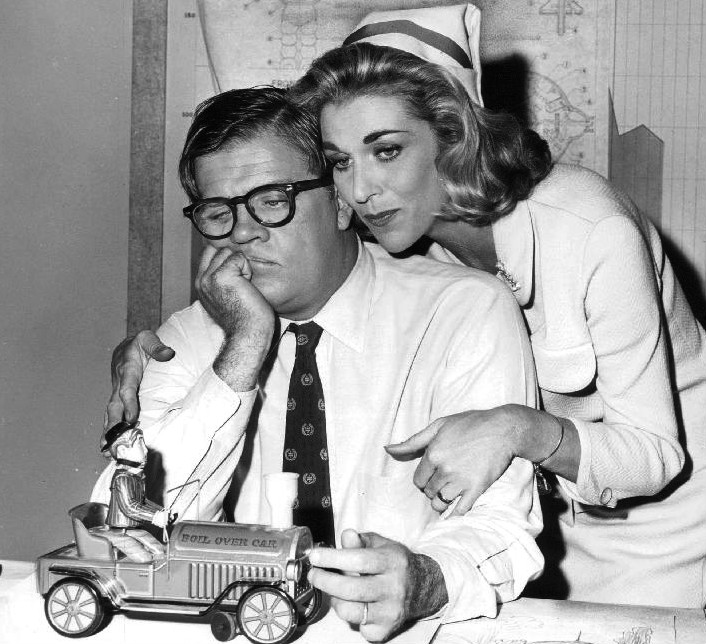
پت هینگل و نان مارتین در "دنیای باور نکردنی هوراس فورد", یک قسمت ۱۹۶۳ از منطقه نیمه‌روشن.

## بخشی از فیلمشناخت
- در بارانداز (۱۹۵۴)
- آلفرد هیچکاک تقدیم می‌کند (۱۹۵۷)
- رود وحشی (۱۹۶۰)
- شکوه علفزار (۱۹۶۱)
- تسخیرناپذیران (۱۹۶۲)
- آمریکایی زشت (۱۹۶۳)
- دعوت از یک تیرانداز (۱۹۶۴)
- اندی گریفیت شو (۱۹۶۶)
- نوادا اسمیت (۱۹۶۶)
- مأموریت: غیرممکن (۱۹۶۷)
- محکم دارشان بزن (۱۹۶۸)
- مادر خونین (۱۹۷۰)
- دابلیویواس‌ای (۱۹۷۰)
- دود اسلحه (۱۹۷۱)
- یک سرخپوست کوچک (۱۹۷۳)
- هاوایی فایو-او (۱۹۷۵)
- استقلال (۱۹۷۶)
- دستکش آهنی (۱۹۷۷)
- الویس (۱۹۷۹)
- نورما ری (۱۹۷۹)
- ضربه ناگهانی (۱۹۸۳)
- داستان‌های شگفت‌انگیز (۱۹۸۵)
- میلیون‌ها بروسترس (۱۹۸۵)
- بچه بوم (۱۹۸۷)
- زمین قبل از زمان (۱۹۸۸)
- جنگ و یادبود (۱۹۸۸)
- بتمن (۱۹۸۹)
- کلاهبرداران (۱۹۹۰)
- بازگشت بتمن (۱۹۹۲)
- چیرز (۱۹۹۳)
- برنده و بازنده (۱۹۹۵)
- بتمن برای همیشه (۱۹۹۵)
- بزرگتر از زندگی (۱۹۹۶)
- حرامزاده خارج از کارولینا (۱۹۹۶)
- بتمن و رابین (۱۹۹۷)
- هزار هکتار (۱۹۹۷)
- ماپت‌های فضایی (۱۹۹۹)
- شفت (۲۰۰۰)
- شب‌های تالادگا (۲۰۰۶)